# Гроссевичи
Гроссе́вичи — село в Хабаровском крае России. Относится к межселенной территории Советско-Гаванского района.

## Название
Село получило своё название от находящейся рядом бухты, названной в честь топографа Петра Степановича Гроссевича. П. С. Гроссевич в 1871 году сделал первую топографическую съёмку этой местности. В 1874 году в его честь была названа бухта Гроссевича.
1926 В состав Гроссевического сельсовета входят населенные пункты (поселения): Амахэ (рыбалка), Ботчи, заимка Буй (рыбалка), 6. Быстрая, Гроссевичи, Делима, Дембы (рыбалка), хутор Долганова, хутор Кино (Луговая), Кольда 1 (рыбалка), Кольда 2 (рыбалка), Нельма, Перевозная (рыбалка), Рыбалка № 39, Сони, Сони (рыбалка).        
1939 году открывается почтовое отделение связи.
В ноябре 1958 года к 40-й годовщине Великого Октября в с. Гроссевичи построен клуб.
29 января 1981 года вышло Решение № 59 Хабаровского крайисполкома, согласно которому Нельминский и Гроссевичский сельские Советы объединены в один Гроссевичский сельский Совет (с центром в селе Гроссевичи).
11 февраля 1982 года. Решением Хабаровского крайисполкома № 99 Гроссевичский и Иннокентьевский сельские Советы объединены в один Иннокентьевский сельский Совет.

## География
Расположено в устье реки Ботчи, на берегу бухты Гроссевичи.

## История
В 1910 году первым засельщиком Гроссевичей стал старовер Долганов, заставший в нём четыре семьи орочей. Впоследствии Долганов основал хутор в 25 км к северу от Гроссевичей.
В 1926 году в селе жило 199 человек, большинство — староверы.
В годы ВОВ вблизи села был построен полевой (оперативный) аэродром, на ротационной основе находилась эскадрилья истребителей 42-го (отдельного истребительного) авиационного полка ВВС СТОВФ. 

## Население
| 1926 | 2002 | 2010 | 2011 | 2012 | 2021 |
| ---- | ---- | ---- | ---- | ---- | ---- |
| 235  | ↘3   | →3   | →3   | →3   | ↘0   |